# Peinture de maison de café

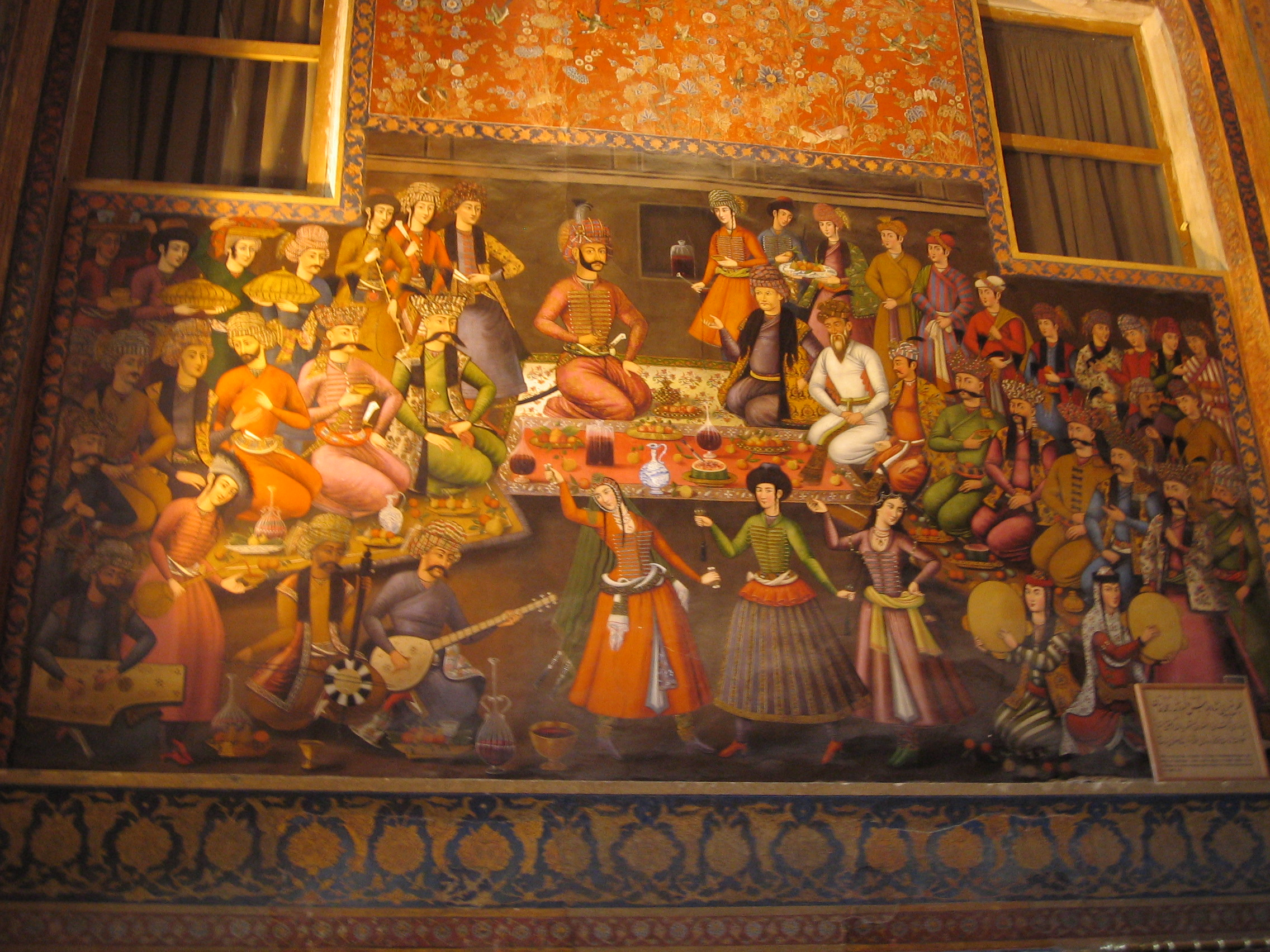
Fresque du Tchehel Sotoun d'Ispahan

La peinture de maison de café (Qahvehkhâneheī) est une expression qui désigne un style pictural en Iran et dans l'espace persanophone : celui de la peinture d'imagerie populaire apparue au XVIIe siècle et dont l'apogée se situe au tournant du XIXe siècle et du XXe siècle sous la dynastie Qadjare. Elle doit son nom aux maisons de café (ou de thé) de l'époque qui décoraient leurs murs de fresques naïves ou de tableaux sur bois illustrant les poésies et les légendes persanes. Des conteurs publics récitaient les vers de ces œuvres devant les clients, en particulier le Shahnameh (Livre des rois). La peinture de maison de café combine la technique occidentale (peinture à l'huile ou à fresque) avec des motifs et un style que l'on retrouve dans la miniature persane.
Un exemple de cet art populaire en vogue peut être admiré au palais de Tchehel Sotoun (Quarante colonnes) d'Ispahan. On y remarque une fresque représentant un banquet du souverain Abbas le Grand avec ses dignitaires recevant le khan de Boukhara, Vali Nadr Mohammad.
En plus du style épique, la peinture de maison de café affectionne les scènes festives ou amoureuses.